# Austin Mitchell

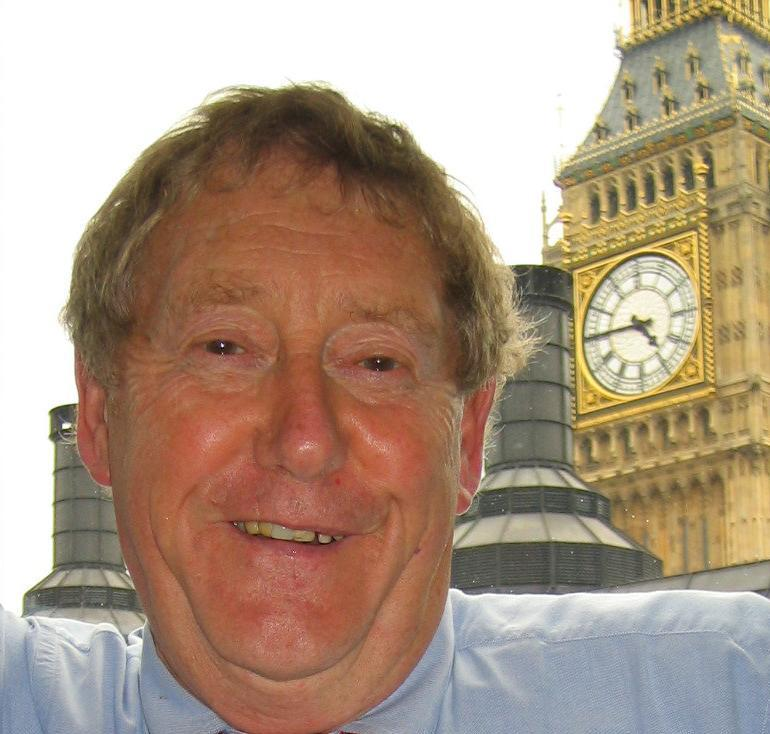
Austin Mitchell

Austin Vernon Mitchell (* 9. September 1934 in Bradford, Yorkshire; † 18. August 2021 in Leeds) war ein britischer Politiker der Labour Party und von 1977 bis 2015 Unterhausabgeordneter des Wahlkreises Grimsby.

## Biografisches
Mitchell besuchte das Gymnasium in Bingley und die Universitäten Manchester und Oxford.
Von 1959 bis 1967 war Mitchell Dozent an der University of Otago und der University of Canterbury in Neuseeland. Hier veröffentlichte er eine Studie zu einer neuseeländischen Nachwahl (Waitaki Votes, 1962). Dann wurde er Fellow der Universität Oxford. Seine journalistische Karriere begann 1969 bei Yorkshire TV. Als Moderator und Interviewer arbeitete Mitchell auch für die British Broadcasting Corporation und für British Sky Broadcasting, zum Beispiel in der Sendung Target als Gegenpol zu dem konservativen Politiker Norman Tebbit.
Während der Sueskrise 1956 trat Mitchell der Labour Party bei. Der Tod des Abgeordneten Anthony Crosland im Jahr 1977 machte eine Nachwahl in Grimsby erforderlich. Austin Mitchell trat als Kandidat für Labour an und gewann mit 560 Stimmen Vorsprung.

## Unterhausabgeordneter
Von 1977 bis 2015 vertrat Austin Mitchell den Wahlkreis Grimsby ununterbrochen im britischen Unterhaus. Sein bestes Wahlergebnis hatte er 1997 mit einem Stimmenanteil von 59,8 Prozent. Bei den Unterhauswahlen 2015 trat er aus Altersgründen nicht mehr an und die Labour-Politikerin Melanie Onn wurde zu seiner Nachfolgerin gewählt. Seine Positionen beschrieb er selbst folgendermaßen: „Austin gehörte anfangs zum rechten Flügel der Labour Party, aber in den letzten Jahren ist sie hinter ihm so weit nach rechts gerückt, dass er jetzt die äußerste Linke ist. Weil er an Gleichheit, öffentliche Ausgaben, Staatseingriffe in die Wirtschaft und in die Märkte und an Vollbeschäftigung glaubt, die zu den Grundsätzen des Sozialismus gehören, wird er für einen gefährlichen Revolutionär gehalten.“
Mitchells vielfältige Interessen führten dazu, dass er Mitglied in zahlreichen Ausschüssen und Arbeitskreisen war, zum Beispiel im Finanz- und Verwaltungsausschuss, im Agrarausschuss, im Ausschuss für Umwelt und Ernährung, im Haushaltsausschuss, in den Arbeitskreisen der Labour Party für Wirtschaftspolitik und für Wahlrechtsreform sowie in den überparteilichen Arbeitskreisen für die Fischerei und für die Medien. In manchen Ausschüssen und Arbeitskreisen hatte er auch den Vorsitz inne; u. a. war er Vorsitzender des Arbeitskreises für Sozialwohnungen. Als Vorsitzender des Foto-Arbeitskreises der Abgeordneten organisierte er eine jährliche Ausstellung.
In den achtziger Jahren war Austin Mitchell in der Labour-Fraktion zunächst „Einpeitscher“ (Whip) und dann wirtschaftspolitischer Sprecher.
Sein besonderes Interesse galt der Wirtschaft, dem Wohnungsbau und, als Abgeordneter von Grimsby, natürlich der Fischerei. 2002 änderte er sogar seinen Namen zeitweise in Austin Haddock („Schellfisch“) um.
Die Fischereipolitik der Europäischen Union könnte auch etwas damit zu tun haben, dass Austin Mitchell als Eurosceptic der EU ablehnend gegenüberstand. Dies wurde in zahlreichen Reden und Aufsätzen sowie in seinem Weblog immer wieder deutlich.
Gute Beziehungen zu den europäischen Nachbarn lagen ihm jedoch am Herzen. Unter anderem hat er mehrfach deutsche Schülergruppen im Unterhaus empfangen und mit ihnen diskutiert.

## Sonstiges
Mitchell hat zahlreiche Bücher und Artikel veröffentlicht über Themen wie Sozialismus, Politik der Labour Party, das britische Parlament, Finanz-, Steuer- und Wirtschaftsfragen und  Probleme der Fischereiindustrie; aber er befasste sich auch mit der Grafschaft Yorkshire, ihren Bewohnern und ihrer Sprache. Außerdem war er Mitherausgeber eines Bildbandes Parliament in Pictures ISBN 978-0-500-01959-7. In seinem Weblog kommentierte er die aktuelle Politik.
Für seinen Einsatz für die neuseeländischen Interessen in Großbritannien erhielt Mitchell 2001 das neuseeländische Verdienstkreuz und 2015 den Falkenorden.
Ab 1976 war Mitchell mit seiner zweiten Frau, der Journalistin und Schriftstellerin Linda McDougal, verheiratet. Aus dieser Ehe stammen ein Sohn und eine Tochter. Zwei Töchter hat er aus seiner ersten Ehe.